# Маркиз Дублин
Маркиз Дублин (англ. Marquess of Dublin) — английский пэрский титул, недолго существовавший в конце XIV века.

## История титула
Титул был создан 1 декабря 1385 года королём Ричардом II для своего фаворита Роберта де Вера, 9-го графа Оксфорда. Он не был наследственным. В следующем году, 13 октября, король присвоил Роберту титул герцогом Ирландии, отозвав при этом титул маркиза Дублина.
Во время мятежа лордов-апеллянтов в конце 1387 года Роберт бежал во Францию, где он и прожил оставшиеся годы своей жизни.
3 февраля 1388 года в Уайтхолле Вестминстерского дворца собрался парламент, вошедший в историю под названием Безжалостного. В результате его работы Роберт де Вер заочно был приговорён к казни, а все его титулы, должности и владения в Англии были конфискованы.
Больше титул маркиза Дублина не создавался. Позже для членов королевской семьи создавался титул графа Дублина.

## Маркизы Дублина (1385)
- 1385—1386: Роберт де Вер (16 января 1362 — 1392), 9-й граф Оксфорд в 1371—1388, 1-й маркиз Дублин в 1385—1386 годах, 1-й герцог Ирландии в 1386—1388 годах, великий камергер Англии в 1371—1388 годах[1][2].